# Agelena incertissima
Agelena incertissima är en spindelart som beskrevs av Lodovico di Caporiacco 1939. Agelena incertissima ingår i släktet Agelena och familjen trattspindlar.
Artens utbredningsområde är Etiopien. Inga underarter finns listade i Catalogue of Life.